# Skrypt (psychologia)
Skrypt poznawczy – umysłowa, uogólniona reprezentacja zdarzeń, działań lub ich ciągów, zawierająca informacje odnoszące się do typowego ich przebiegu. Skrypt prezentuje klasyczne elementy i sytuacje dla danego zdarzenia, które powtarzają się w większości jego wykonań. 
Pojęcie zostało opracowane i wprowadzone przez Rogera C. Schanka i Roberta P. Abelsona w 1977 roku. 
Skrypty poznawcze charakteryzują się organizacją scenek, które mają pewne typowe następstwo w czasie (np. "wyjście do kina" – wyjście z domu, przejazd komunikacją miejską, dotarcie do kina, kupienie biletu, obejrzenie filmu, wyjście z kina, powrót do domu). Skrypt to inaczej scenariusz, w którym znajdują się typowe zachowania, jakie wykonuje człowiek z zachowaniem chronologii zdarzeń. Skrypt jest strukturą poznawczą i wykonawczą, która stanowi gotowy program działania dla człowieka, jeżeli wystąpi on w roli jednego z aktorów skryptu.